# Дев'яте покоління ігрових систем
Дев'яте покоління ігрових консолей почалося в листопаді 2020 року з випуском консолей Xbox Series X і Series S від Microsoft та PlayStation 5 від Sony.
Порівняно з Xbox One та PlayStation 4 восьмого покоління, нові консолі мають швидші обчислювальні та графічні процесори, підтримку трасування променів у реальному часі, виведення зображення з роздільною здатністю 4K, а в деяких випадках і 8K, зі швидкістю рендерингу 60 кадрів за секунду (FPS) або вище. Усередині обох сімейств консолей з'явилися нові внутрішні твердотільні накопичувачі (SSD), які використовуються як високопродуктивні системи пам'яті для зберігання ігор та скорочення, або усунення часу завантаження. У Xbox Series S і PlayStation 5 Digital Edition відсутній оптичний привід, але зберігається підтримка онлайн-дистрибуції та зберігання ігор на зовнішніх USB-пристроях. 
Попри значно меншу обчислювальну потужність і те, що Nintendo Switch вже раніше конкурувала з консолями восьмого покоління, вона також стала конкурентом консолей дев'ятого покоління, особливо з появою «OLED-моделі» у 2021 році. Поряд із Switch, нові портативні пристрої, такі як Steam Deck, надали можливість грати в ігри для Linux, а також більшість ігор Windows через емулятор Proton, що ще більше розширило конкуренцію апаратного забезпечення в цьому поколінні. 

## Передісторія
Період між восьмим поколінням і початком дев'ятого був одним з найдовших в історії, розпочавшись у 2012 році з виходом Nintendo Wii U. Минулі покоління зазвичай мали п'ятирічні інтервали відповідно до закону Мура, але Microsoft і Sony натомість випустили оновлення консолей у середині покоління - Xbox One X і PlayStation 4 Pro. Microsoft також запустила програму щомісячної оренди консолей з можливістю викупу або оновлення. Деякі аналітики вважали, що ці фактори сигналізували про перший серйозний відхід від ідеї поколінь консолей, оскільки потенційні технічні переваги нового обладнання стали номінальними.
Microsoft і Sony анонсували свої нові консолі у 2019 році, щоб випустити їх до кінця 2020 року, ще до пандемії COVID-19. Коли пандемія вдарила в березні 2020 року, це вплинуло як на маркетинг, так і на виробництво консолей. Скасована виставка E3 2020 планувалася як основне місце для прем'єри консолей, і замість цього Microsoft і Sony звернулися до онлайн-виставок, щоб показати системи та випустити ігри. Обидві компанії визнали, що пандемія вплинула на їхні виробничі запаси через уповільнення виробництва обладнання, починаючи з березня 2020 року, але не вплине на терміни випуску консолей, і вони сформували у користувачів очікування, що постачання консолей, ймовірно, будуть обмежені в період запуску і поступово стануть більш спокійними в міру ослаблення пандемії. Це створило хвилю перепродажів через інтернет, якій протидіяли виробники та продавці. Поточний глобальний дефіцит чіпів продовжував впливати на постачання консолей до кінця 2021 року, причому Sony попередила про зниження обсягів виробництва в останньому кварталі року та у  2022 році; це також вплинуло на темпи виробництва консолі Switch від Nintendo та плани Valve випустити портативний ігровий пристрій Steam Deck у 2021 році.